# مسگوف
مسگوف (به عربی: سمچ المسکوف) یک غذای سنتی در بین‌النهرین است که از ماهی کپور تهیه می‌شود. این غذا اغلب به عنوان غذای ملی عراق شناخته می‌شود.
مسگوف بیشتر با ماهی کپور تهیه می‌شود و شیوه‌ اصلی آماده‌سازی آن به صورت کبابی است. به همین دلیل به ماهی کبابی بین‌النهرین نیز مشهور است. در دستور پخت مسگوف ماهی باید سه ساعت بپزد تا چربی آن آب شود و سپس با لیمو ترش سرو می‌شود.

## نام‌گذاری
مسگوف در حقیقت به نوعی ماهی کپور گفته می‌شود که در آب‌های شیرین عراق زندگی می‌کند. طرز تهیه این غذا به این صورت است.

## روش پخت
برای پختن مسگوف ماهی را بعد از تمیز کردن به همراه روغن زیتون، نمک، تمبر هندی و زردچوبه طعم‌دار کرده، سپس آن را به سیخ کشیده و در کنار آتش کباب می‌کنند. پس از آن که ماهی به خوبی کباب شد همراه سماق، اناردانه و آب لیمو سرو می‌کنند. در پخت این غذا می‌توان از منقل زغال، هیزم و یا فر استفاده کرد.

## پراکندگی جغرافیایی

### عراق
ساحل رود دجله در شهر بغداد، مشهورترین محل سرو مسگوف است. رستوران‌هایی در این منطقه وجود دارند که این غذا را ارائه می‌کنند. این غذا در سراسر عراق، مخصوصا در حوالی رود فرات، رایج است. خارج از عراق این غذا به میزان کمتر در الجزیره و سوریه رایج است.

### سوریه
برای مثال در استان رقه که رود فرات طبخ می‌شود. همچنین پس از جنگ عراق در سال ۲۰۰۳، این غذا به میزان زیادی در رستوران‌های عراقی دمشق رایج شد. در منطقه جرمانا که عراقی‌ها سکونت دارند، بیش از ۱۰ رستوان مسگوف وجود دارد که توسط عراقی‌ها راه‌اندازی شده است. ماهی مورد نیاز این رستوران‌ها به صورت روزانه از بخش سوریه‌ای رودخانه فرات زنده‌گیری می‌شود و سپس در استخرها یا آکواریوم‌های بزرگ نگه‌داری می‌شود.

### ایران
در ایران این غذا در محله‌ی دولت‌آباد تهران، که محل سکونت ایرانیان عراق، است، پخت می‌شود.

## انواع
علاوه بر شیوه مرسوم پخت مسگوف در عراق، شیوه‌ی دیگری نیز میان ترک‌های عراق (ترکمان‌ها) وجود دارد که در آن از تنور برای پخت استفاده می‌شود.

## نکات
مسگوف، مسلماً مشهورترین غذا در عراق است. به طوری که همیشه پای ثابت مهمانی‌های رسمی و دیپلماتیک بوده است. برای مثال می‌توان به دو مورد میزبانی رییس‌جمهور فرانسه، ژاکوب شیراک و نائب‌رییس مجلس روسیه، ولادیمیر ژیرینفسکی اشاره کرد. شیراک ظاهراً در دیداری که از عراق داشت، در یک مهمانی شام که صدام حسین به افتخار او برپا کرده بود، عاشق مسگوف شد.

## نگارخانه

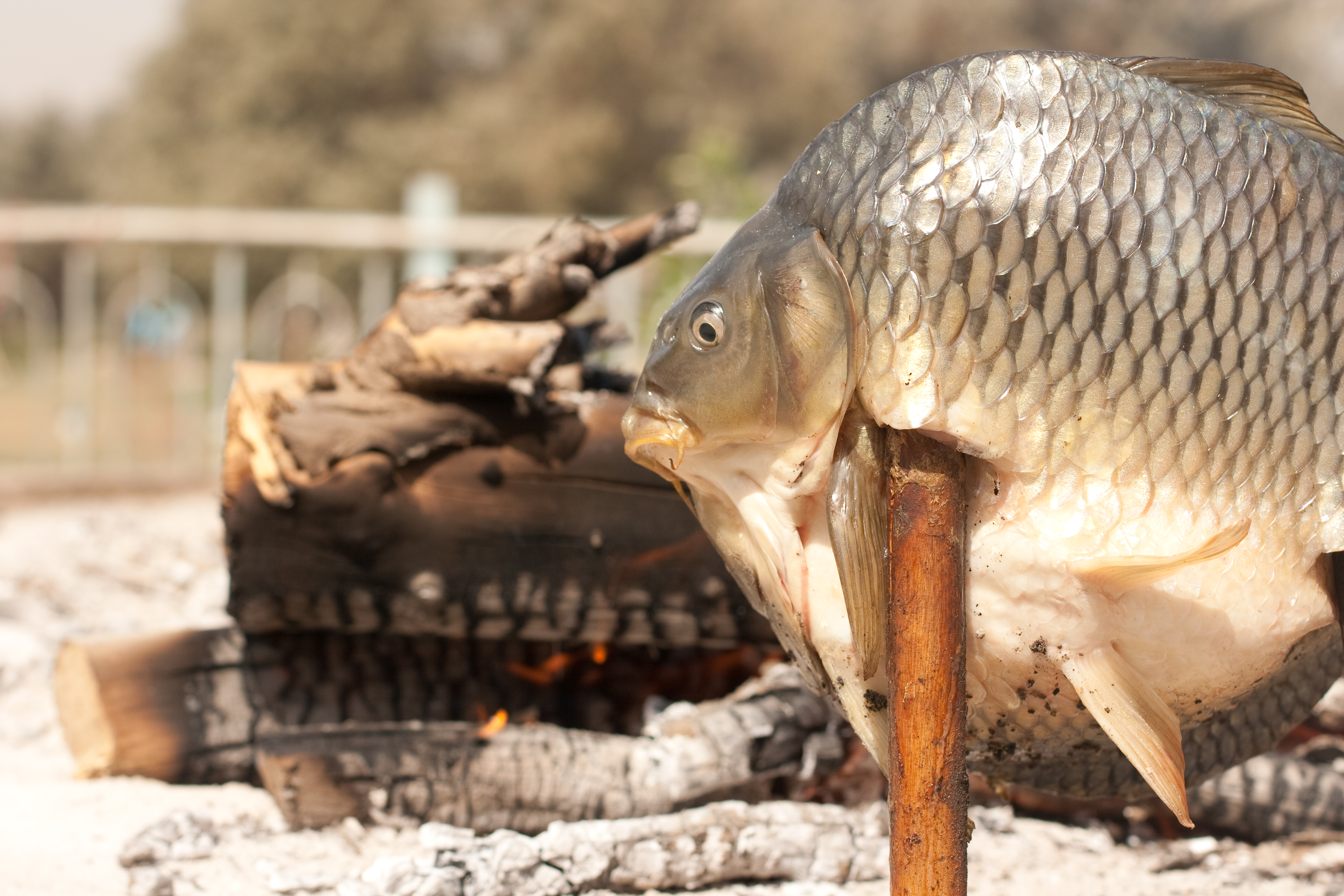
یک ماهی کپور سیخ‌شده
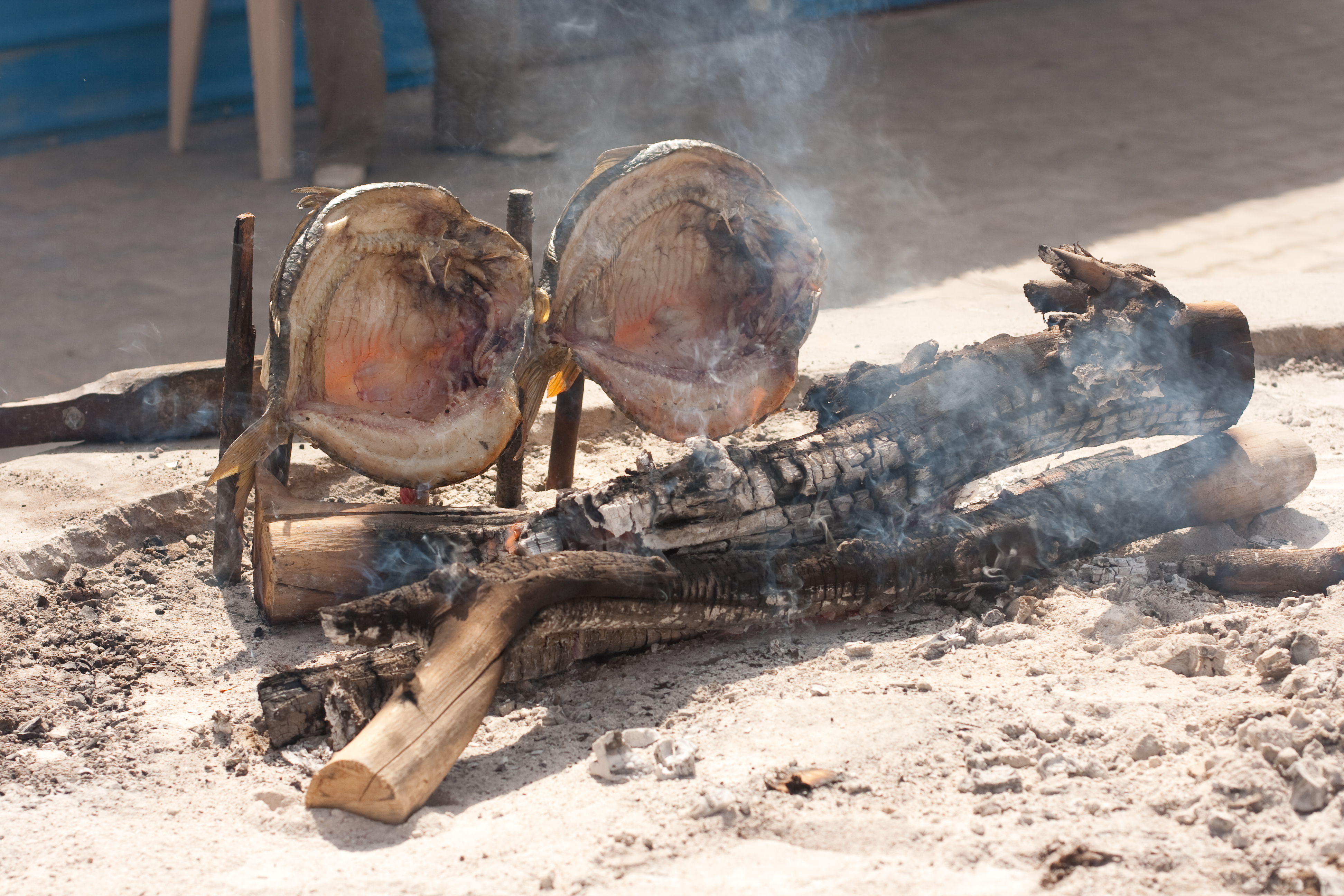
ماهی کپور کباب‌شده روی هیزم
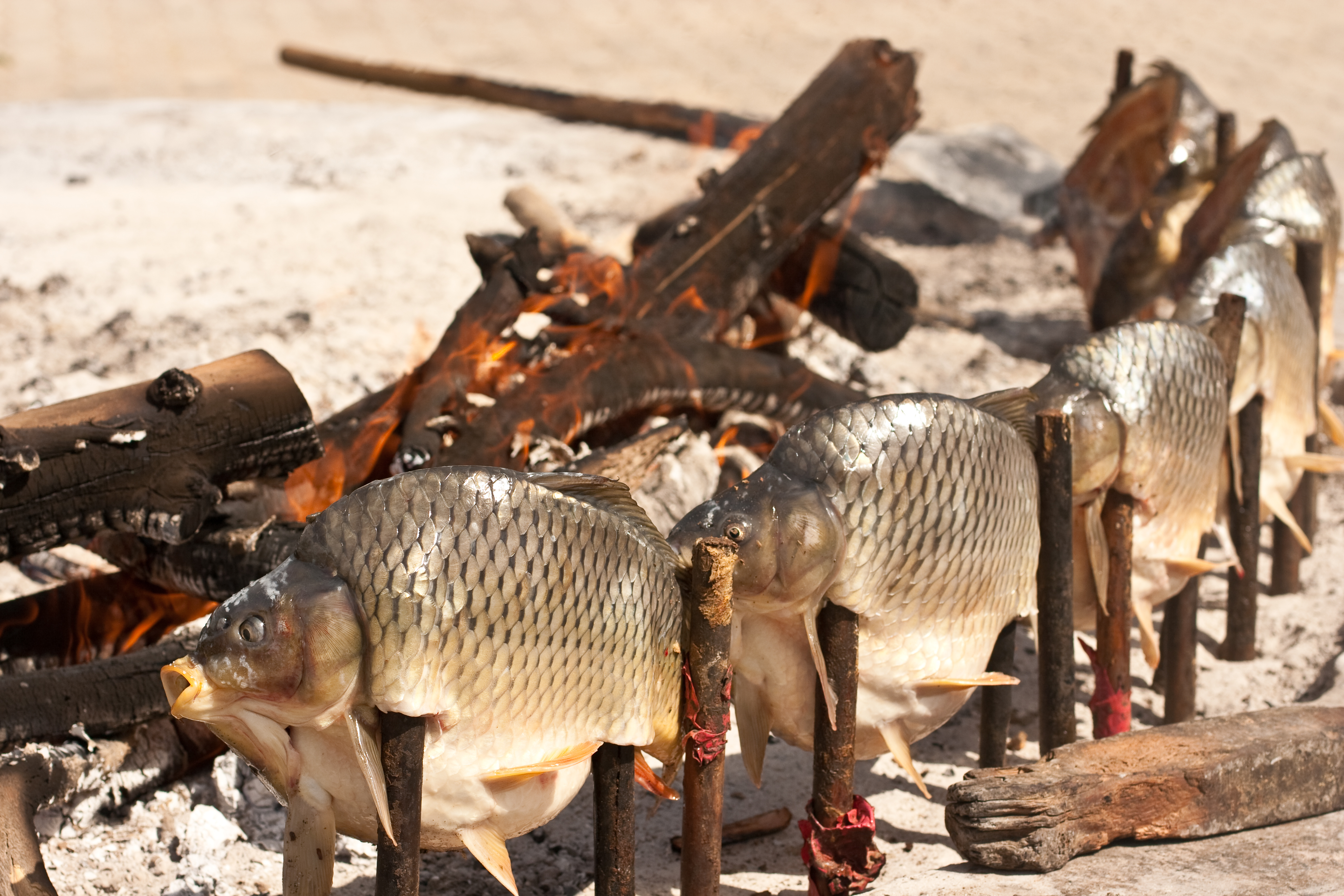
ماهی کپور کباب‌شده روی هیزم
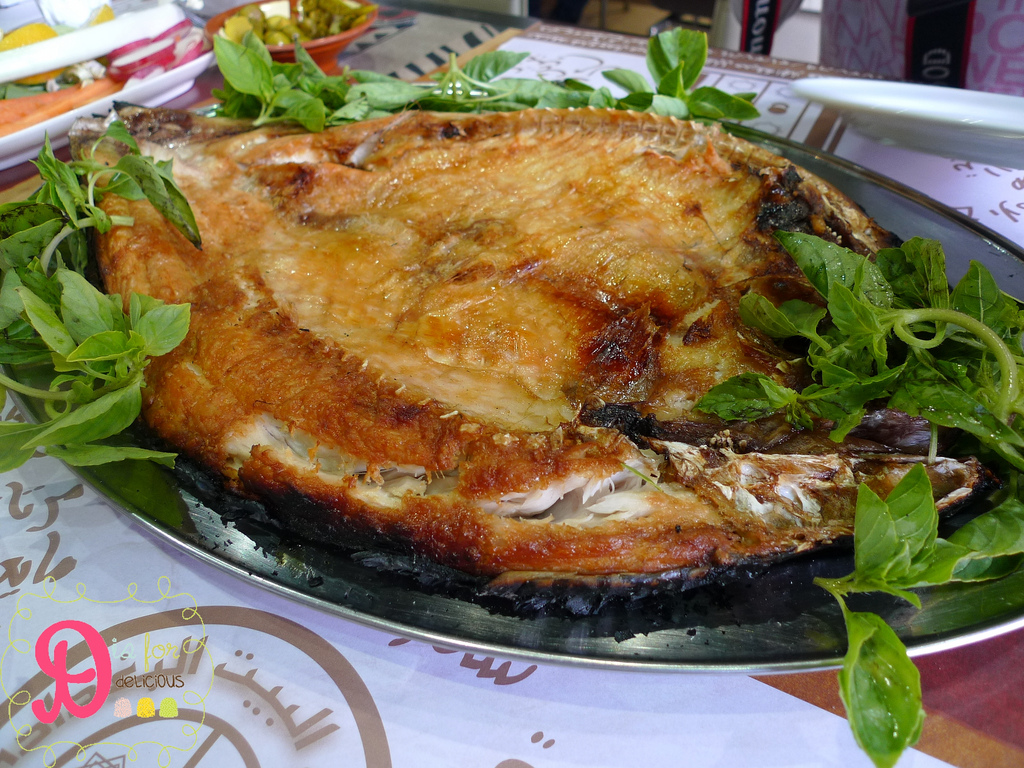
یک بشقاب مسگوف آماده